# Limnophora appropinquans
Limnophora appropinquans är en tvåvingeart som beskrevs av Stein 1909. Limnophora appropinquans ingår i släktet Limnophora och familjen husflugor. Inga underarter finns listade i Catalogue of Life.